# 東京都立南野高等学校
東京都立南野高等学校（とうきょうとりつ みなみのこうとうがっこう）は、かつて東京都多摩市南野二丁目にあった都立高等学校。

## 沿革
- 1979年（昭和54年）4月 - 創立
- 2005年（平成17年）3月 - 東京都立稲城高等学校と統合再編されて東京都立若葉総合高等学校となる。

## 跡地利用
- 2007年7月10日跡地を隣接する恵泉女学園が28億8220万円で購入、同大学南野キャンパスとなった。
- 2008年ドラマ『ROOKIES』（ルーキーズ）のロケ地として利用。
- 2008年7月12日に劇場公開された映画『ゲゲゲの鬼太郎 千年呪い歌』でヒロインが通う学校としてロケに使われた。
- 2011年12月明大中野がグラウンド用地を明大中野南野グラウンドとして取得。
- 2020年1月28日恵泉女学園が所有し利用していた南野キャンパスを国士舘大学へ売却[1]。施設改修を経て、2022年4月から「国士舘大学多摩南野キャンパス」として使用開始[2]。

## 生徒会活動・部活動など

### 野球部に関する事柄
また1987年（昭和62年）には夏季西東京大会で準決勝まで進んだことがある。

## オリンピック日本代表
- 2004年（平成16年）のアテネオリンピックサッカー女子日本代表に卒業生である澤穂希選手と小林弥生選手が出場した。

## 高校関係者と組織

### 著名な出身者
- 大浜平太郎（テレビ東京報道局解説委員、同局の元アナウンサー）
- 澤穂希（女子サッカー選手）[3]
- 小林弥生（女子サッカー選手）[4]
- 平本一樹（サッカー選手）
- 戸田れい
- 野坂恒（漫画家）
- 大塚 武生 (プロレスラー)

## 関連文献
- 東京都立南野高等学校 編『南野―東京都立南野高等学校開校記念誌』東京都立南野高等学校、1979年11月。
- 創立十周年記念誌編集委員会 編『創立十周年記念誌』東京都立南野高等学校、1988年10月。
- 閉校記念誌編集委員 編『多摩の星―閉校記念誌』東京都立南野高等学校、2005年3月。